# Bifröst (Mythologie)

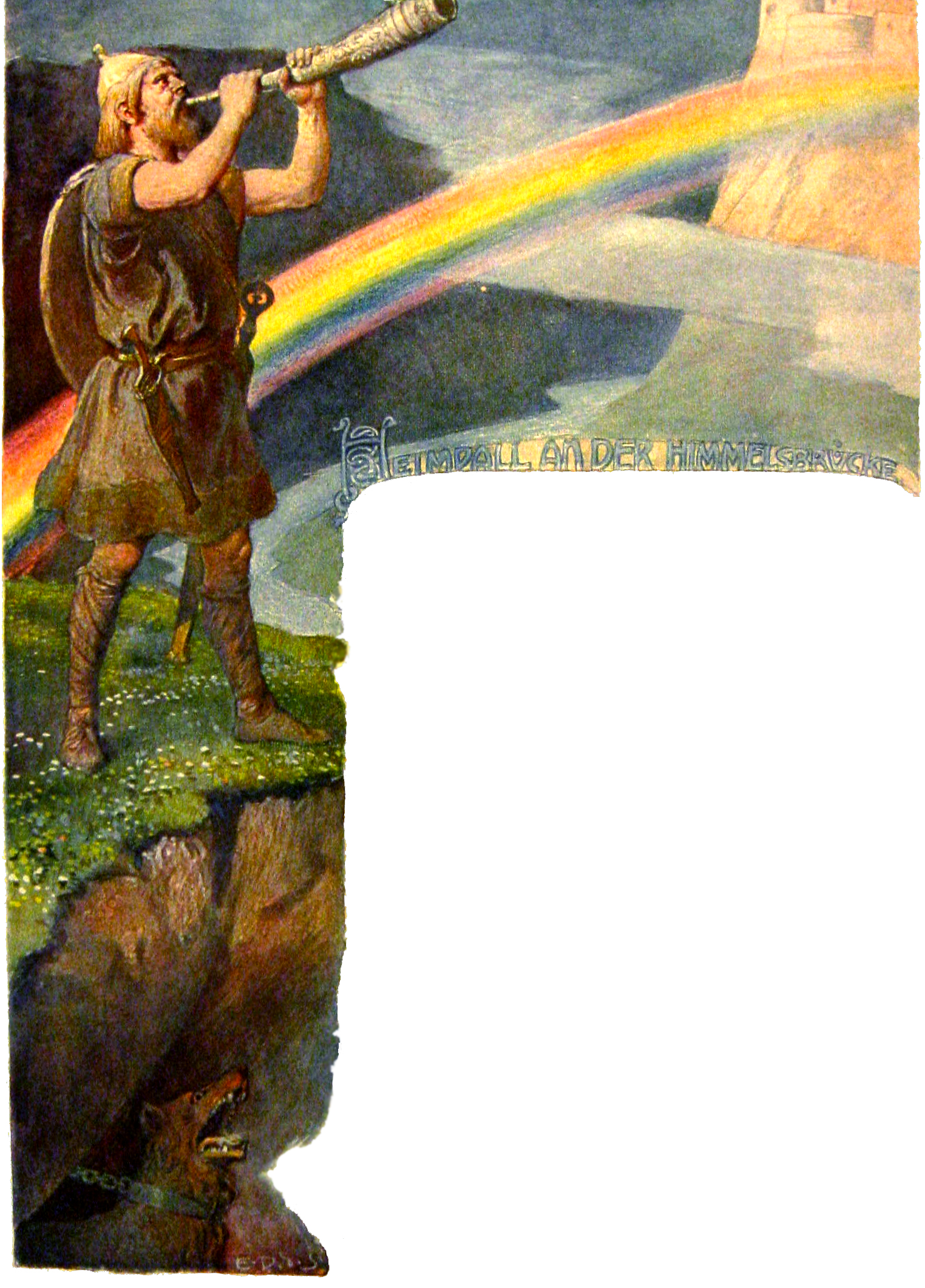
Heimdall mit Gjallarhorn und Bifröst – Emil Doepler (1855–1922), Erstveröffentlichung 1905

Bifröst (an. bifröst, ‚schwankende Himmelsstraße‘), Bilröst, Beberast oder Asbru (an. ásbrú, ‚Asenbrücke‘) ist in der nordischen Mythologie die dreistrahlige Regenbogenbrücke zwischen Midgard und Asgard und damit die Verbindung zwischen der »Erdenwelt« und dem »Himmelsreich«.
Die Asenbrücke ist laut der Grímnismál (Strophe 44) die erste aller Brücken und wird vom Asen-Gott Heimdall bewacht. Die Asen benutzen sie, um von Asgard nach Midgard sowie zu ihren täglichen Treffen am Urdbrunnen zu gelangen.
In der Snorra-Edda steht zudem, dass auf der Brücke ein rotes Feuer brennt, um die Hrimthursen (Eisriesen) und Bergriesen von ihrer Überquerung abzuhalten.
Während des Weltuntergangs Ragnarök wird Bifröst bei der Überquerung durch die Muspellsöhne von diesen zerstört werden: Aber so stark sie auch ist, so wird sie doch zerbrechen, wenn Muspels Söhne kommen, darüber zu reiten.

## Moderne Verwendung
Nach Bifröst wurde das Sicherheitssystem Bitfrost des 100-Dollar-Laptop benannt.